# عیسی اندوی

## زندگی ورزشی
اندوی هم‌اکنون برای باشگاه فوتبال مولهوز (مولموز) در فرانسه بازی می‌کند. اندوی پیش از این در فوتبال ایران حاضر بود و عضو تیم امید باشگاه فوتبال ذوب آهن اصفهان بود. او بعدها به تیم بزرگسالان ذوب آهن راه یافت. او به دلیل چند سال زندگی در اصفهان، زبان فارسی را با لهجه اصفهانی صحبت می‌کرد و دوست ابراهیم توره دیگر بازیکن سنگالی در ایران بود.
در سال ۱۳۸۷، طرفداران هوادارن فوتبال ایران در حمایت از او را «الماس سیاه» نامیدند.